# Mártha Eggerth
Mártha Eggerth, także Marta Eggerth (ur. 17 kwietnia 1912 w Budapeszcie, zm. 26 grudnia 2013 w Rye) – węgierska śpiewaczka operetkowa (sopran koloraturowy) i aktorka, żona Jana Kiepury.

## Życiorys
Urodziła się w Budapeszcie jako córka węgierskiego bankiera Paula Eggertha i śpiewaczki operowej i nauczycielki śpiewu Tilly de domo Herzog (Herezegh).
Występowała od najmłodszych lat, w 1922 roku w budapeszteńskim Teatrze Węgierskim (Magyar Színház), w 1923 roku w Węgierskiej Operze Państwowej (Magyar Állami Operaház), a w kolejnych latach we wszystkich ważniejszych operach europejskich (śpiewała lalkę Olimpię w Opowieściach Hoffmanna Jacques’a Offenbacha, a potem także partię Małgosi w Jasiu i Małgosi Engelberta Humperdincka).
Młodsza siostra Imre Kálmána, którą poznała po jednym z peszteńskich występów, przedstawiła ją swemu bratu pracującemu w Wiedniu. Kálmán obsadził ją w głównej roli w swojej operetce Fiołek z Montmartre, wystawianej w wiedeńskim teatrze Johanna Straussa. Spektakl zaproszono m.in. do hamburskiej Volksoper, dzięki czemu Eggerth stała się słynna również w Niemczech.
W 1927 roku otrzymała z Berlina propozycję roli w filmie, która rozpoczęła jej karierę filmową. Na zaproszenie reżysera filmowego Richarda Eichberga brała udział w produkcji filmowej w Londynie, potem związała się z berlińską wytwórnią filmową UFA.
Jej nazwisko na stałe wpisało się do historii kina węgierskiego, ponieważ u boku Pála Jávora wystąpiła w głównej roli w pierwszym węgierskim filmie dźwiękowym Csak egy kislány van a világon (Jedyna panna na świecie). Ciekawostką jest, że produkcja pierwotnie miała być filmem niemym, co zresztą wyraźnie widać po grze aktorskiej.
W swojej ojczyźnie wystąpiła tylko w tym jednym filmie. W latach 1930–1936 była gwiazdą w 40 filmach. W węgierskim filmie wystąpiła jeszcze jako brunetka, później występowała jako blondynka.
W swych zagranicznych kontraktach miała zastrzeżone, że w każdym filmie zaśpiewa przynajmniej jedną piosenkę po węgiersku.
W 1936 roku poślubiła tenora Jana Kiepurę, którego poznała podczas współpracy z UFA. Odtąd często występowali razem. W 1938 roku przeprowadzili się na południe Francji, a w 1939 roku wyemigrowali do Stanów Zjednoczonych z powodu narastających w Europie nastrojów antysemickich (oboje po matkach mieli żydowskie pochodzenie).
W 1940 roku powróciła na deski teatru w musicalu Higher and Higher. Regularnie występowała na nowojorskim Broadwayu. Od 1943 roku zagrała 2000 razy główną rolę w Wesołej wdówce w Majestic Theatre. Ponadto dużo koncertowała, m.in. w Rio de Janeiro, São Paulo, na Kubie i w Kanadzie.
Jej kariera w Hollywood trwała bardzo krótko, bo zaledwie rok (1942–1943). Zagrała w dwóch filmach wytwórni Metro-Goldwyn-Mayer z Judy Garland i Gene’em Kellym.
W lipcu 1945 roku została aresztowana w Mediolanie, gdzie występowała pod fałszywym nazwiskiem i ukrywała u siebie niemieckiego aktora Carla Raddatza,  oskarżonego o współpracę przy produkowaniu hitlerowskich filmów propagandowych.
W 1947 roku wróciła z mężem do Europy, gdzie krótko występowała w Operze paryskiej. Zagrała też w czterech filmach.
W 1992 roku wystąpiła w wiedeńskiej Robert Stolz Revue Servus Du, zaś 90. urodziny świętowała w wiedeńskim Theater an der Wien. W 2003 roku Patria Music wydała podwójną retrospektywną płytę CD z utworami śpiewanymi przez artystkę pt. My Life My Song. 6 kwietnia 2006 roku wystąpiła w koncercie w nowojorskiej Scandinavia House/Victor Borge Hall. Wielokrotnie odwiedzała Polskę (w 1989 roku śpiewała m.in. na festiwalu w Łańcucie).
W 2002 roku artystka została wyróżniona tytułem Honorowego Obywatela Miasta Sosnowca. W 2012 roku została odznaczona przez prezydenta Bronisława Komorowskiego Krzyżem Kawalerskim Orderu Zasługi Rzeczypospolitej Polskiej.
Zmarła w grudniu 2013 roku w wieku 101 lat.
Miała dwóch synów – Jana Tadeusza Kiepurę (ur. 1944) i Mariana Wiktora Kiepurę (ur. 1950).

## Filmografia
| - Csak egy kislány van a világon – Jedyna panna na świecie jako Katinka (Gaál Béla, 1929) - Trara um Liebe jako Maria-Charlotte (Richard Eichberg, 1931) - Eine Nacht im Grandhotel jako Glay (Max Neufeld, 1931) - Die Bräutigamswitwe jako Fay Miller (Richard Eichberg, 1931) - Der Frauendiplomat jako Hella (E. W. Emo, 1931/32) - Der Draufgänger jako Trude (Richard Eichberg, 1931) - Let’s Love and Laugh (Richard Eichberg, 1931) - Moderne Mitgift jako Evelyne (E. W. Emo, 1932) - Kaiserwalzer/Audienz in Ischl jako Mizzi Schlaghofer (Friedrich Zelnik, 1932) - Es war einmal ein Walzer jako Steffi Pirzinger (Victor Janson, 1932) - Ein Lied, ein Kuß, ein Mädel jako Wally Sommer (Geza von Bolvary, 1932) - Die Blume von Hawaii jako Laya (Richard Oswald, 1932/33) - Das Blaue vom Himmel jako Anni Müller (Victor Janson, 1932) - Where Is This Lady? jako Steffi Piringer (Victor Hanbury, László Vajda 1932) - Traum von Schönbrunn jako Ona (Johannes Meyer, 1932) - Leise flehen meine Lieder jako hrabina Eszterhazy (Willi Forst, 1933) - Der Zarewitsch jako Mary Collin (Victor Janson, 1933) - The Unfinished Symphony jako Caroline Esterhazy (Anthony Asquith, Willi Forst, 1934) - Mein Herz ruft nach dir – Dla ciebie śpiewam (wersja niemiecka) jako Carla Schmidt (Carmine Gallone, 1934) - My heart calls you – Dla ciebie śpiewam (wersja angielska) jako Carla Schmidt (Carmine Gallone, 1934) | - Ihr größter Erfolg jako Therese Krones (Johannes Meyer, 1934) - Die Czardasfürstin jako Sylva Varescu (Georg Jacoby, 1934) - Die ganze Welt dreht sich um Liebe jako Ilona Ratkay (Viktor Tourjansky, 1935) - The Divine Spark jako (Maddalena Fumaroli (Carmine Gallone, 1935) - Casta diva jako Maddalena Fumarol (Carmine Gallone, 1935) - Die blonde Carmen jako Maria Barkas (Victor Janson, 1935) - Wo die Lerche singt (węg. Pacsirta) jako baronowa Margit (Carl Lamač, 1936) - La chanson du souvenir. Concert à la cour jako Christine Holm (Detlef Sierck, Serge de Poligny, 1936) - Das Schloß in Flandern jako Gloria Delamare (Geza von Bolvary, 1936) - Das Hofkonzert jako Christine Holm (Detlef Sierck, 1936) - Zauber der Bohème – Czar cyganerii jako Denise Vernier (Geza von Bolvary, 1937) - Immer, wenn ich glücklich bin jako Marietta Duval (Carl Lamač, 1937/38) - For Me and My Gal jako Eve Minard – Dla mnie i mojej dziewczyny jako Eve Minard (Busby Berkeley, USA 1942) - Presenting Lily Mars jako Isobel Rekay (Norman Taurog, USA 1943) - Addio Mimí! – Czar cyganerii jako Denise Vernier (Carmine Gallone, Włochy/USA 1947) - Valse brillante – Walc brillante jako Martha Vassary (Jean Boyer, 1948) - Das Land des Lächelns – Kraina uśmiechu jako Lissy Licht (Hans Deppe, 1952) - Frühling in Berlin – Wiosna w Berlinie jako Verena Illing (Arthur Maria Rabenalt, 1957) - Tatort (serial) gościnnie jako Babette Schöne (1970) - Tatort. Nie wieder Oper (serial, seria 1, odcinek 404) gościnnie jako Babette Schöne (1999) |